# Saison 1922-1923 de la Juventus FC
Maillots
Chronologie
Saison précédente Saison suivante
La saison 1922-1923 du Foot-Ball Club Juventus est la vingt-et-unième de l'histoire du club, créé vingt-six ans plus tôt en 1897.
Le club turinois prend ici part à la 23e édition du championnat d'Italie (appelé alors la Première division, ancêtre de la Serie A), premier championnat de l'Italie fasciste.

## Historique
Lors de cette nouvelle saison (la dernière saison du club avant son acquisition par la famille Agnelli), avec toujours Gino Olivetti comme président, le Foot-Ball Club Juventus, ayant connu quelques difficultés au cours des saisons précédentes, tente, avec un effectif quelque peu remanié, de retrouver le haut du tableau.
Le FBC Juventus enregistre les arrivées dans l'équipe des défenseurs Guido Gianfardoni et Valenzano, des milieux Giuseppe Accusani, Mazza II et Giuseppe Monticone (acheté au petit club de Settimo en échange de 11 ballons de football), ainsi que des attaquants Carlo Ansermino et Federico Munerati.
Pour la première fois de l'histoire de la Juventus, l'effectif se dote d'un capitaine, en la personne de Carlo Bigatto, le milieu emblématique au club depuis 1913.
C'est également au cours de cette saison que le club change de siège, en passant de la Via Botero, 16 au Corso Marsiglia.
La société juventina débute donc sa nouvelle saison en étant placée dans le groupe B des éliminatoires de la Ligue nord (en italien Lega Nord) de ce championnat d'Italie 1922-1923 (en italien Campionato d'Italia di calcio 1922-1923).
La Juve ouvre sa saison le dimanche 8 octobre 1922 contre le club du Derthona en les battant chez eux à Tortone par 2-1 grâce à un doublé de Blando. Lors de la semaine suivante, les bianconeri subissent une défaite inattendue 2 à 0 contre le club de l'Unione Sportiva Rivarolese.
Lors de 3e journée, les juventini inaugurent leur nouveau stade, le Stadio di Corso Marsiglia, premier stade d'Italie construit en béton armé, considéré à l'époque comme un « joyau d'ingénierie ». Ils jouent leur première rencontre à domicile dans leur stade contre le Modène Football Club en s'imposant par 4 buts à 0 (avec un triplé de Ferraris et un but de Blando).
La rencontre prévue pour la 4e journée contre Spezia (qui se finit sur un nul 0-0) fut déplacée la semaine suivante du 5 novembre, à cause du coup d'état de Benito Mussolini lors de sa marche sur Rome du 28 octobre, qui introduisit le pays dans l'ère fasciste. La Juve termine ensuite son année avec deux victoires et une défaite. Lors du premier match de la nouvelle année, le 7 janvier 1923, les bianconeri et le Milan se neutralisent à Turin sur le score de deux buts partout (avec des buts juventini de Monticone et Ferraris). L'effectif juventino bat ensuite 3-1 l'Unione Sportiva Cremonese (avec Blando (doublé) et Ferraris comme buteurs) puis subissent la semaine suivante leur première grosse défaite de la saison, un 4 buts à 1 à l'extérieur contre Bologne (ce fut Beccuti qui sauva l'honneur). Le 11 février, lors d'une rencontre comptant pour la 12e journée, la Juventus prend sa revanche contre Rivarolese en les écrasant 5 à 0 (doublé de Blando, un but contre son camp de Pittaluga, et des buts de Gallo et Grabbi), leur plus grosse victoire de la saison. La Juve enchaîne ensuite avec trois défaites consécutives avant de se ressaisir le 18 mars lors d'une victoire 2 buts à 0 sur l'Udinese grâce à un doublé d'Ansermino. Le club finit ensuite sa saison sans encombre avec aucune défaite, et la clôt sur un nul 2 buts partout contre Bologne au Corso Marsiglia lors de la 22e et ultime journée (avec un but de Blando et un autre contre son camp de Genovesi). C'est d'ailleurs Francesco Blando qui termina meilleur buteur du club avec 11 réalisations.
Avec 25 points, la Juventus se classe à la 5e place de ces éliminatoires (avec 10 victoires, 5 matchs nuls et 7 défaites), une de moins que l'année précédente, et ne parvient toujours pas à franchir le cap des éliminatoires.
Quelques semaines après la fin du championnat, les joueurs de la Juve se rendent à Paris pour disputer une compétition amicale, appelée le Tournoi de Pentecôte de l’US Suisse Paris. En demi-finale, les bianconeri affrontent les Belges du Racing Club de Gand et se séparent sur le score de un but partout, le dimanche 20 mai 1923. Le lendemain du dimanche de la pentecôte, la Juventus se retrouve en finale contre les parisiens de l'Union sportive suisse de Paris. Après un score vierge de 0-0, les deux clubs sont déclarés vainqueurs ex æquo.
La saison s'arrête pour la Juve au printemps 1923, saison qui fut la dernière de la société avant qu'elle ne soit rachetée par la riche famille d'industriels piémontais des Agnelli.

## Déroulement de la saison

### Résultats en championnat

#### Éliminatoires groupe B
| dimanche 8 octobre 1922 1re journée | Derthona   | 1 - 2 | Juventus       | Tortone Arbitre : Tradico |
| dimanche 8 octobre 1922 1re journée | Crotti 41e |       | 75e 80e Blando | Tortone Arbitre : Tradico |

| dimanche 15 octobre 1922 2e journée | Rivarolese                | 2 - 0 | Juventus | Rivarolo Arbitre : Bistoletti |
| dimanche 15 octobre 1922 2e journée | Pienovi 15e · Robotti 55e |       |          | Rivarolo Arbitre : Bistoletti |

| dimanche 22 octobre 1922 3e journée | Juventus                          | 4 - 0 | Modène | Campo di Corso Marsiglia, Turin Arbitre : Terzuolo |
| dimanche 22 octobre 1922 3e journée | Ferraris 15e 24e 91e · Blando 71e |       |        | Campo di Corso Marsiglia, Turin Arbitre : Terzuolo |

| dimanche 5 novembre 1922 4e journée | Juventus | 0 - 0 | Spezia | Campo di Corso Marsiglia, Turin Arbitre : Trezzi |
| dimanche 5 novembre 1922 4e journée |          |       |        | Campo di Corso Marsiglia, Turin Arbitre : Trezzi |

| dimanche 12 novembre 1922 5e journée | Udinese | 0 - 1        | Juventus | Udine Arbitre : Gama |
| dimanche 12 novembre 1922 5e journée |         | 60e Ferraris |          | Udine Arbitre : Gama |

| dimanche 19 novembre 1922 6e journée | Juventus         | 1 - 0 | Esperia | Campo di Corso Marsiglia, Turin Arbitre : Grospi |
| dimanche 19 novembre 1922 6e journée | Gallo 44e (pen.) |       |         | Campo di Corso Marsiglia, Turin Arbitre : Grospi |

| dimanche 17 décembre 1922 7e journée | Genoa                     | 2 - 1 | Juventus    | Stadio Marassi, Gênes Arbitre : Tradico |
| dimanche 17 décembre 1922 7e journée | Aycard 70e · Burlando 78e |       | 15e Beccuti | Stadio Marassi, Gênes Arbitre : Tradico |

| dimanche 7 janvier 1923 8e journée | Juventus                           | 2 - 2 | Milan                       | Campo di Corso Marsiglia, Turin Arbitre : Olivari |
| dimanche 7 janvier 1923 8e journée | Monticone 8e (pen.) · Ferraris 70e |       | 23e (pen.) 45e Santagostino | Campo di Corso Marsiglia, Turin Arbitre : Olivari |

| dimanche 14 janvier 1923 9e journée | Juventus                     | 3 - 1 | Cremonese  | Campo di Corso Marsiglia, Turin Arbitre : Mauro |
| dimanche 14 janvier 1923 9e journée | Blando 8e 21e · Ferraris 54e |       | 19e Bonzio | Campo di Corso Marsiglia, Turin Arbitre : Mauro |

| dimanche 28 janvier 1923 10e journée | Bologne                             | 4 - 1 | Juventus    | Bologne Arbitre : Gama |
| dimanche 28 janvier 1923 10e journée | Perin 12e 20e · Della Valle 40e 43e |       | 85e Beccuti | Bologne Arbitre : Gama |

| dimanche 4 février 1923 11e journée | Juventus                 | 2 - 0 | Derthona | Campo di Corso Marsiglia, Turin Arbitre : Zennaro |
| dimanche 4 février 1923 11e journée | Blando 30e · Beccuti 45e |       |          | Campo di Corso Marsiglia, Turin Arbitre : Zennaro |

| dimanche 11 février 1923 12e journée | Juventus                                                      | 5 - 0 | Rivarolese | Campo di Corso Marsiglia, Turin Arbitre : Canestrini |
| dimanche 11 février 1923 12e journée | Blando 33e 65e · Pittaluga 76e (csc) · Gallo 78e · Grabbi 79e |       |            | Campo di Corso Marsiglia, Turin Arbitre : Canestrini |

| dimanche 18 février 1923 13e journée | Modène     | 1 - 0 | Juventus | Campo di Viale Fontanelli, Modène Arbitre : Livraghi |
| dimanche 18 février 1923 13e journée | Cuttin 25e |       |          | Campo di Viale Fontanelli, Modène Arbitre : Livraghi |

| dimanche 4 mars 1923 14e journée | Legnano                             | 3 - 2 | Juventus               | Legnano Arbitre : Barnabò |
| dimanche 4 mars 1923 14e journée | Allemandi 17e (pen.) · Tosi 49e 70e |       | 5e (pen.) 89e Ferraris | Legnano Arbitre : Barnabò |

| dimanche 11 mars 1923 15e journée | Spezia         | 1 - 0 | Juventus | Casale Monferrato Arbitre : Gaudenzi |
| dimanche 11 mars 1923 15e journée | Cassinelli 10e |       |          | Casale Monferrato Arbitre : Gaudenzi |

| dimanche 18 mars 1923 16e journée | Juventus         | 2 - 0 | Udinese | Campo di Corso Marsiglia, Turin Arbitre : Fries |
| dimanche 18 mars 1923 16e journée | Ansermino 7e 65e |       |         | Campo di Corso Marsiglia, Turin Arbitre : Fries |

| dimanche 25 mars 1923 17e journée | Esperia | 0 - 1      | Juventus | Côme Arbitre : Cattaneo |
| dimanche 25 mars 1923 17e journée |         | 80e Blando |          | Côme Arbitre : Cattaneo |

| dimanche 1er avril 1923 18e journée | Juventus   | 1 - 0 | Legnano | Campo di Corso Marsiglia, Turin Arbitre : Dani |
| dimanche 1er avril 1923 18e journée | Blando 20e |       |         | Campo di Corso Marsiglia, Turin Arbitre : Dani |

| dimanche 8 avril 1923 19e journée | Juventus    | 1 - 1 | Genoa     | Campo di Corso Marsiglia, Turin Arbitre : Bistoletti |
| dimanche 8 avril 1923 19e journée | Giriodi 54e |       | 85e Leale | Campo di Corso Marsiglia, Turin Arbitre : Bistoletti |

| dimanche 22 avril 1923 20e journée | Milan | 0 - 0 | Juventus | Campo di Viale Lombardia, Milan Arbitre : Zennaro |
| dimanche 22 avril 1923 20e journée |       |       |          | Campo di Viale Lombardia, Milan Arbitre : Zennaro |

| dimanche 29 avril 1923 21e journée | Cremonese  | 1 - 0 | Juventus | Crémone Arbitre : Pasquinelli |
| dimanche 29 avril 1923 21e journée | Bodini 25e |       |          | Crémone Arbitre : Pasquinelli |

| dimanche 6 mai 1923 22e journée | Juventus                | 2 - 2 | Bologne      | Campo di Corso Marsiglia, Turin Arbitre : Olivari |
| dimanche 6 mai 1923 22e journée | Blando · Genovesi (csc) |       | 2e 21e Perin | Campo di Corso Marsiglia, Turin Arbitre : Olivari |

##### Classement
|  |    | Éliminatoires Ligue nord - groupe B | Pts | MJ | V  | N  | D | BP | BC | Dif |
|  | -- | ----------------------------------- | --- | -- | -- | -- | - | -- | -- | --- |
|  | 1. | Genoa                               | 39  | 22 | 17 | 5  | 0 | 61 | 18 | +43 |
|  | 2. | Legnano                             | 32  | 22 | 13 | 6  | 3 | 37 | 19 | +18 |
|  | 3. | Bologne                             | 27  | 22 | 11 | 5  | 6 | 66 | 21 | +45 |
|  | 4. | Milan                               | 26  | 22 | 8  | 10 | 4 | 32 | 28 | +4  |
|  | 5. | Juventus                            | 25  | 22 | 10 | 5  | 7 | 31 | 23 | +8  |

### Matchs amicaux
| dimanche 10 septembre 1922 | US Novese | 0 - 1          | Juventus |  |
| dimanche 10 septembre 1922 |           | Buteur inconnu |          |  |

| dimanche 17 septembre 1922 | Inter | 0 - 5            | Juventus |  |
| dimanche 17 septembre 1922 |       | Buteurs inconnus |          |  |

| dimanche 24 septembre 1922 | Juventus       | 1 - 0 | Inter |  |
| dimanche 24 septembre 1922 | Buteur inconnu |       |       |  |

| dimanche 1er octobre 1922 | Alexandrie       | 2 - 3 | Juventus         |  |
| dimanche 1er octobre 1922 | Buteurs inconnus |       | Buteurs inconnus |  |

| dimanche 26 novembre 1922 | Novare           | 4 - 3 | Juventus         |  |
| dimanche 26 novembre 1922 | Buteurs inconnus |       | Buteurs inconnus |  |

| dimanche 3 décembre 1922 | Juventus         | 2 - 1 | Novare         |  |
| dimanche 3 décembre 1922 | Buteurs inconnus |       | Buteur inconnu |  |

| dimanche 10 décembre 1922 | Legnano | 0 - 0 | Juventus |  |
| dimanche 10 décembre 1922 |         |       |          |  |

| dimanche 24 décembre 1922 | Juventus         | 3 - 4 | Törekvés SE      |  |
| dimanche 24 décembre 1922 | Buteurs inconnus |       | Buteurs inconnus |  |

| dimanche 15 avril 1923 | Juventus         | 2 - 1 | RC Strasbourg  |  |
| dimanche 15 avril 1923 | Buteurs inconnus |       | Buteur inconnu |  |

| dimanche 3 juin 1923 | Juventus       | 1 - 2 | US Albese        |  |
| dimanche 3 juin 1923 | Buteur inconnu |       | Buteurs inconnus |  |

#### Tournoi de Pentecôte de l’US Suisse Paris
- Demi-finale

| dimanche 20 mai 1923 | Juventus       | 1 - 1 | RC Gand        | Paris |
| dimanche 20 mai 1923 | Buteur inconnu |       | Buteur inconnu | Paris |

- Finale

| lundi 21 mai 1923 | US Suisse Paris | 0 - 0, | Juventus | Paris |
| lundi 21 mai 1923 |                 |        |          | Paris |

## Effectif du club
Effectif des joueurs du Foot-Ball Club Juventus lors de la saison 1922-1923.

## Buteurs
| 11 buts - Francesco Blando 8 buts - Pio Ferraris 3 buts - Renato Beccuti | 2 buts - Carlo Ansermino - Gaetano Gallo 1 but - Giuseppe Giriodi - Giuseppe Grabbi - Giuseppe Monticone |